# Liste des lieux patrimoniaux de l'Abitibi-Témiscamingue
Cet article recense les lieux patrimoniaux de l'Abitibi-Témiscamingue inscrit au répertoire des lieux patrimoniaux du Canada, qu'ils soient de niveau provincial, fédéral ou municipal.

## Liste des lieux patrimoniaux
- Haut – A
- B
- C
- D
- E
- F
- G
- H
- I
- J
- K
- L
- M
- N
- O
- P
- Q
- R
- S
- T
- U
- V
- W
- X
- Y
- Z

| [ 1 ] | Lieu patrimonial                                    | Illustration                                      | Municipalité           | Adresse                         | Coordonnées        | No    | Constr.     | Prot.                | Rec.                | Notes |
| ----- | --------------------------------------------------- | ------------------------------------------------- | ---------------------- | ------------------------------- | ------------------ | ----- | ----------- | -------------------- | ------------------- | ----- |
| M     | Ancien palais de justice                            | Ancien palais de justice                          | Amos                   | 101, 3e Avenue Est              | 48.57411 -78.11308 | 6412  | 1922        | IP cité              | 1996                |       |
| P     | Cathédrale Sainte-Thérèse-d'Avila d'Amos            | Cathédrale Sainte-Thérèse-d'Avila d'Amos          | Amos                   | Boulevard Monseigneur-Dudemaine | 48.573 -78.11722   | 13080 | 1923        | IP classé            | 2003                |       |
| M     | Évêché d'Amos                                       | Évêché d'Amos                                     | Amos                   | 450, rue Principale Nord        | 48.58028 -78.11583 | 14417 | 1945        | IP cité              | 2009                |       |
| M     | Maison Hector-Authier                               | Maison Hector-Authier                             | Amos                   | 122, avenue Authier             | 48.57069 -78.1205  | 7082  | 1912        | IP cité              | 1992                | [ 3 ] |
| M     | Site de la maison Hector-Authier                    | Site de la maison Hector-Authier                  | Amos                   | 122, avenue Authier             | 48.57069 -78.1205  | 7077  |             | SP cité              | 1992                |       |
| P     | Remorqueur T.-E.-Draper                             | Remorqueur T.-E.-Draper                           | Angliers               | 11, rue du T.-E.-Draper         | 47.55192 -79.23497 | 6670  | 1929        | OP classé            | 1979                |       |
| P     | École du Rang-II-d'Authier                          | École du Rang-II-d'Authier                        | Authier                | Chemin du 2e-Rang               | 48.74931 -78.87492 | 6927  | 1937        | IP classé            | 1982                |       |
| P     | Domaine Moses-Brown                                 | Téléverser                                        | Duhamel-Ouest          |                                 | 47.37853 -79.54447 | 10590 |             | IP classé IP reconnu | 2012 2003 1998 1978 |       |
| M     | Église de Notre-Dame-du-Mont-Carmel                 | Téléverser                                        | Fugèreville            | Rue Principale                  | 47.39714 -79.19961 | 11984 | 1921        | IP cité              | 1993                |       |
| F     | Apitipik                                            | Téléverser                                        | Gallichan              |                                 | 48.6334 -79.3178   | 1156  |             | LHN                  | 1996                |       |
| F     | Dispensaire de La Corne                             | Dispensaire de La Corne                           | La Corne               | 339, route 111                  | 48.35631 -77.996   | 12958 | 1940        | LHN                  | 2004                | [ 4 ] |
| M     | Dispensaire de la garde                             | Dispensaire de la garde                           | La Corne               | 339, route 111                  | 48.35631 -77.996   | 9400  | 1937        | IP cité              | 1993                | [ 5 ] |
| M     | Ancien presbytère de Latulipe-et-Gaboury            | Ancien presbytère de Latulipe-et-Gaboury          | Latulipe-et-Gaboury    | 5, rue Principale Est           | 47.42747 -79.03161 | 12023 | 1916 (vers) | IP cité              | 2007                |       |
| M     | Pont Landry                                         | Pont Landry                                       | Latulipe-et-Gaboury    | Montée du 9e-Rang               | 47.39747 -79.04722 | 12431 | 1938        | IP cité              | 2007                |       |
| M     | Gare de Macamic                                     | Gare de Macamic                                   | Macamic                | 7e Avenue Ouest                 | 48.75497 -79.00169 | 9140  | 1910        | IP cité              | 1989                | [ 6 ] |
| F     | Gare du Canadien National                           | Gare du Canadien National                         | Macamic                | 7e Avenue Ouest                 | 48.75497 -79.00169 | 6813  | 1910        | GFP                  | 1993                | [ 7 ] |
| F     | Édifice Malartic                                    | Téléverser                                        | Malartic               | 870, rue Royale                 | 48.13594 -78.12604 | 6813  | 1954        | ÉFP reconnu          | 1996                |       |
| P     | Site patrimonial de Rapide-Danseur                  | Site patrimonial de Rapide-Danseur                | Rapide-Danseur         | Rue du Village                  | 48.55219 -79.29956 | 11151 |             | SP classé            | 1985                |       |
| F     | Édifice fédéral                                     | Édifice fédéral                                   | Rouyn-Noranda          | 97, rue Perreault est           | 48.23839 -79.01687 | 4264  | 1936        | ÉFP reconnu          | 1983                |       |
| M     | Église Saint-Georges                                | Église Saint-Georges                              | Rouyn-Noranda          | Rue Taschereau Ouest            | 48.23714 -79.02697 | 7135  | 1955        | IP cité              | 1992                |       |
| P     | Site patrimonial de la Maison-Dumulon               | Site patrimonial de la Maison-Dumulon             | Rouyn-Noranda          | 191, avenue du Lac              | 48.23931 -79.01558 | 6684  | 1924        | SP classé            | 1978                |       |
| M     | Domaine Breen                                       | Domaine Breen                                     | Saint-Bruno-de-Guigues | 24, rue Principale Nord         | 47.46461 -79.43833 | 8989  | 1906        | SP cité              | 2006                |       |
| F     | Gare du Canadien National                           | Gare du Canadien National                         | Senneterre             | 171, 4e Rue Ouest               | 48.3922 -77.2442   | 4585  | 1953        | GFP                  | 1995                |       |
| P     | Gare de Témiscaming                                 | Gare de Témiscaming                               | Témiscaming            | 15, rue Humphrey                | 46.72136 -79.09369 | 6987  | 1927        | IP classé IP reconnu | 2012 1979           |       |
| P     | Poste de relais pour le flottage du bois d'Opémican | Téléverser                                        | Témiscaming            | Route 101                       | 46.83225 -79.19144 | 9121  | 1883        | SP classé            | 1983                |       |
| M     | Château d'eau de l'ancienne mine Sullivan           | Château d'eau de l'ancienne mine Sullivan         | Val-d'Or               | 456, rue Tremblay               | 48.12792 -77.83761 | 7710  | 1940        | IP cité              | 1998                |       |
| M     | Pont Champagne                                      | Téléverser                                        | Val-d'Or               | Chemin du Pont-Champagne        | 48.21467 -77.92547 | 10179 | 1941        | IP cité              | 2001                |       |
| P     | Site patrimonial du Village-Minier-de-Bourlamaque   | Site patrimonial du Village-Minier-de-Bourlamaque | Val-d'Or               | Avenue Perrault                 | 48.0955 -77.77022  | 9110  |             | SP classé            | 1979                | [ 8 ] |
| P     | Maison du Frère-Moffet                              | Maison du Frère-Moffet                            | Ville-Marie            | 7, rue Notre-Dame-de-Lourdes    | 47.33183 -79.44289 | 10399 | 1881        | IP classé IP classé  | 2005 1978           |       |